# 野江内代駅

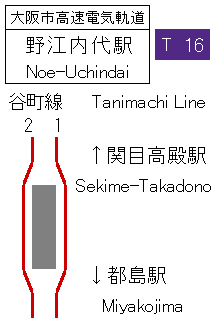
配線図

野江内代駅（のえうちんだいえき）は、大阪府大阪市都島区内代町一丁目にある、大阪市高速電気軌道 (Osaka Metro) 谷町線の駅。駅番号はT16。

## 概要
城東区の野江と都島区の内代を合成した駅名である。
2019年に開業したJRおおさか東線JR野江駅との乗り換え駅となっている。同駅は京阪本線野江駅も乗換駅としているが、野江駅までは当駅から徒歩10分程度を要し、現在のところ乗換駅としての案内はされていない。

## 歴史
- 1977年（昭和52年）4月6日：谷町線都島 - 守口間延伸時に開業。
- 2018年（平成30年）4月1日：大阪市交通局の民営化により、大阪市高速電気軌道 (Osaka Metro) の駅となる。
- 2019年（平成31年）3月16日：JRおおさか東線のJR野江駅が開業し、乗換駅となる[注 1]。
- 2025年（令和7年）8月下旬：可動式ホーム柵の運用を開始。（予定）

## 駅構造
島式ホーム1面2線の地下駅である。改札口は1か所のみで、地上への出入口は南北2か所にある。詳細は外部リンク先を参照のこと。
当駅は、東梅田管区駅の所属である。

### のりば
| 番線 | 路線   | 行先                       |
| ---- | ------ | -------------------------- |
| 1    | 谷町線 | 東梅田・天王寺・八尾南方面 |
| 2    | 谷町線 | 大日方面                   |

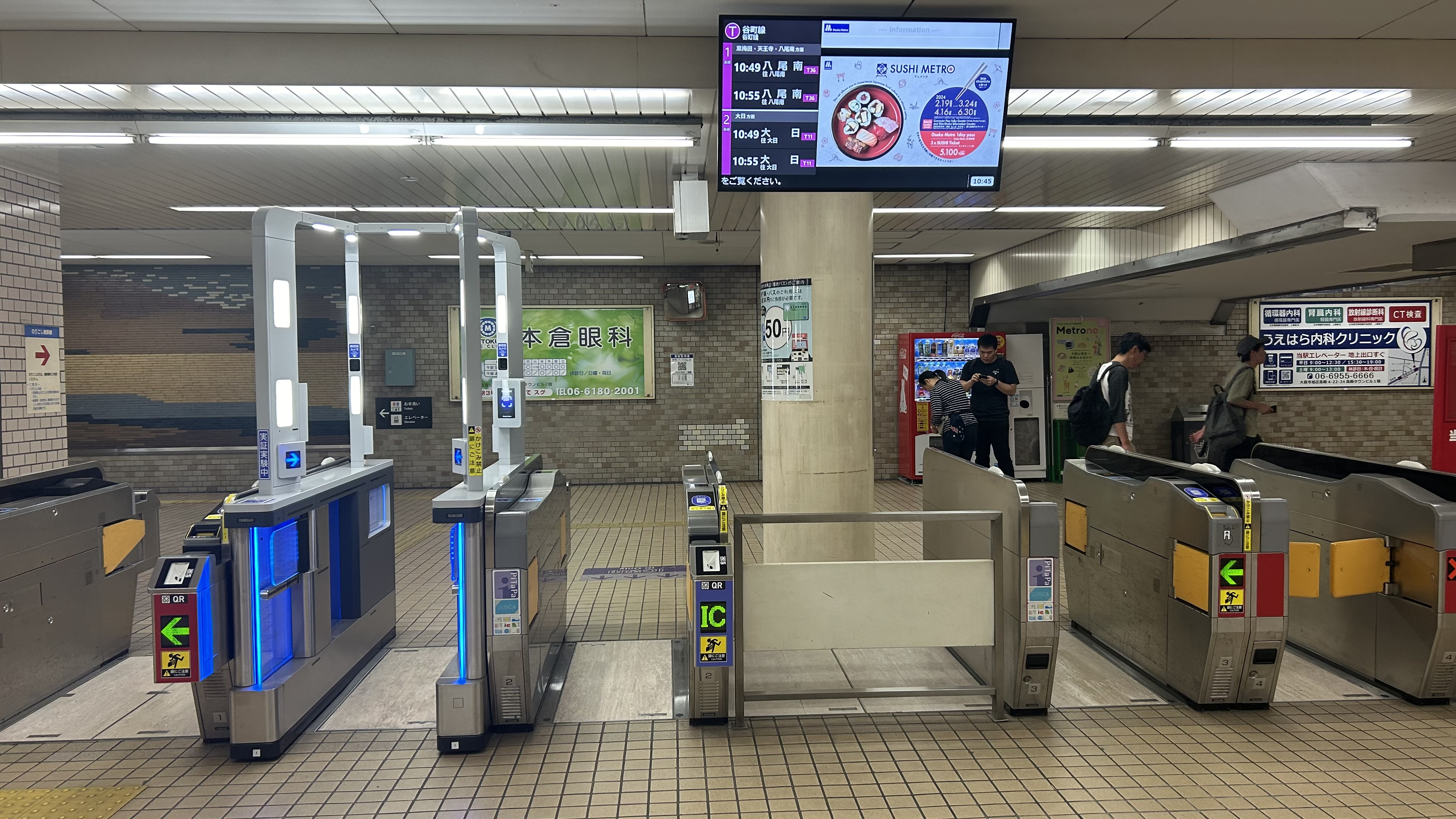
コンコース
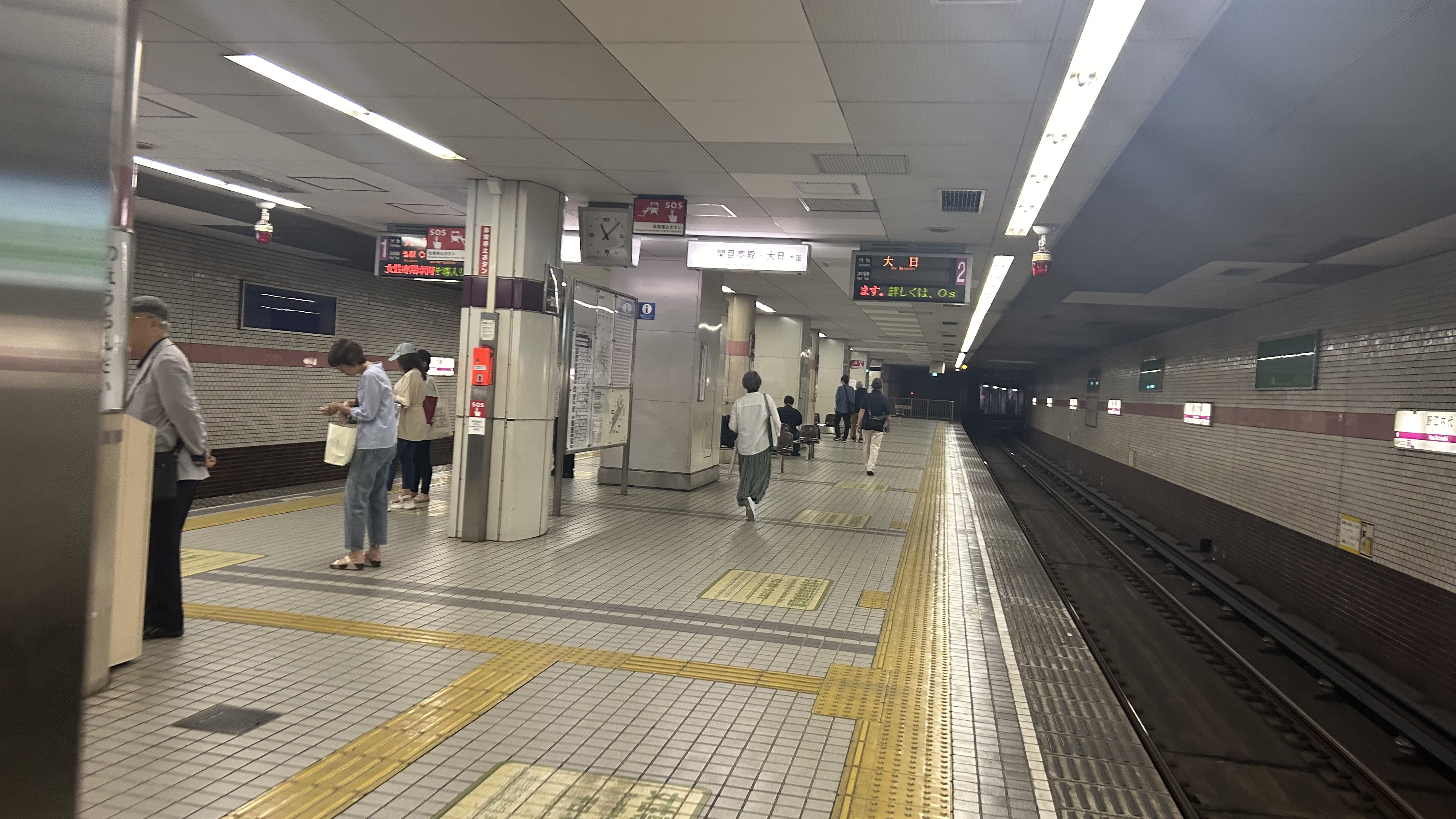
ホーム
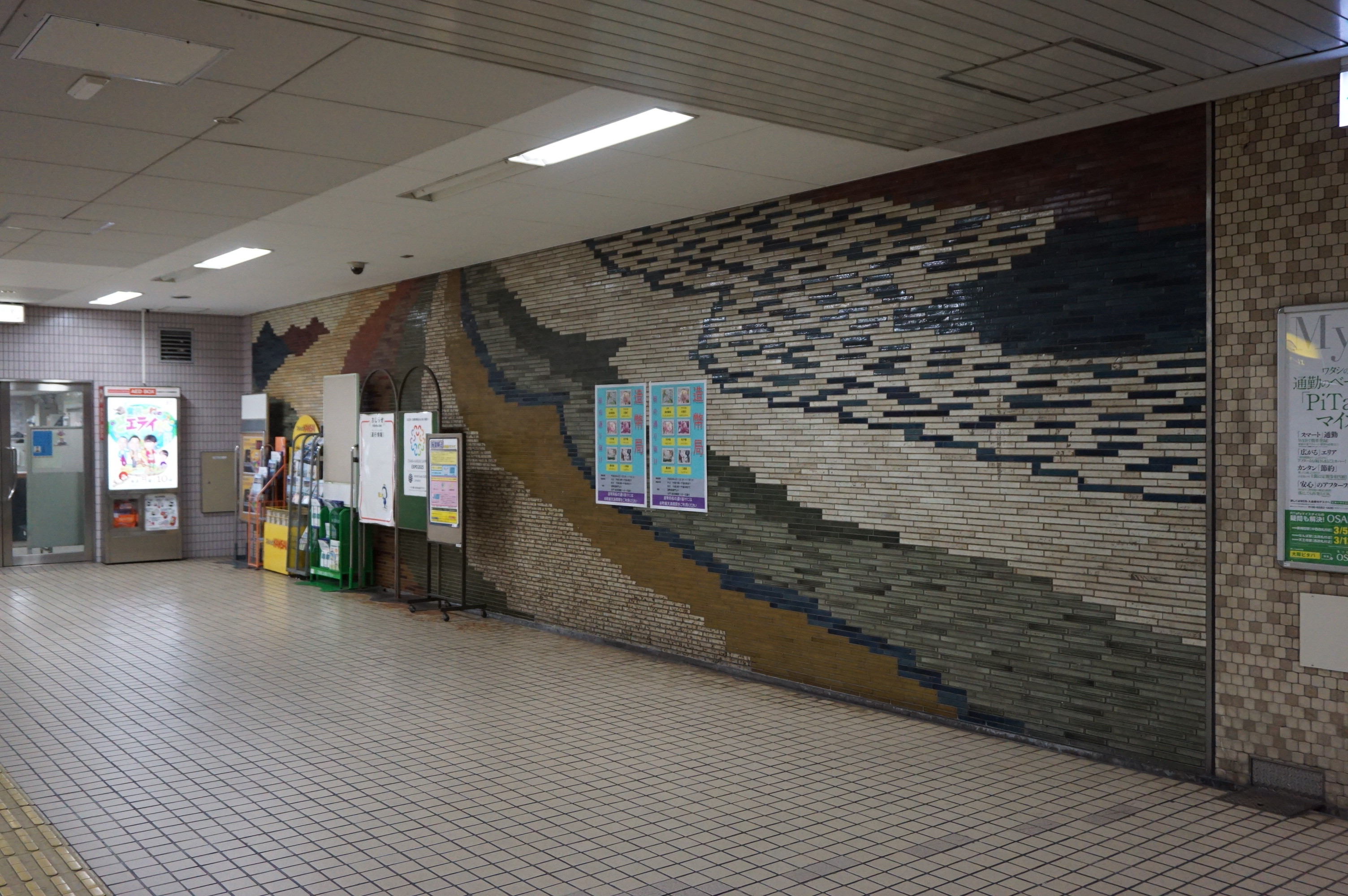
改札口前のタイル壁画（2018年4月）

### 出口
| 出口番号 | 出口周辺         | 備考             |
| -------- | ---------------- | ---------------- |
| 1        | 京阪電車野江駅   | エレベーターあり |
| 2        | シティバスのりば |                  |

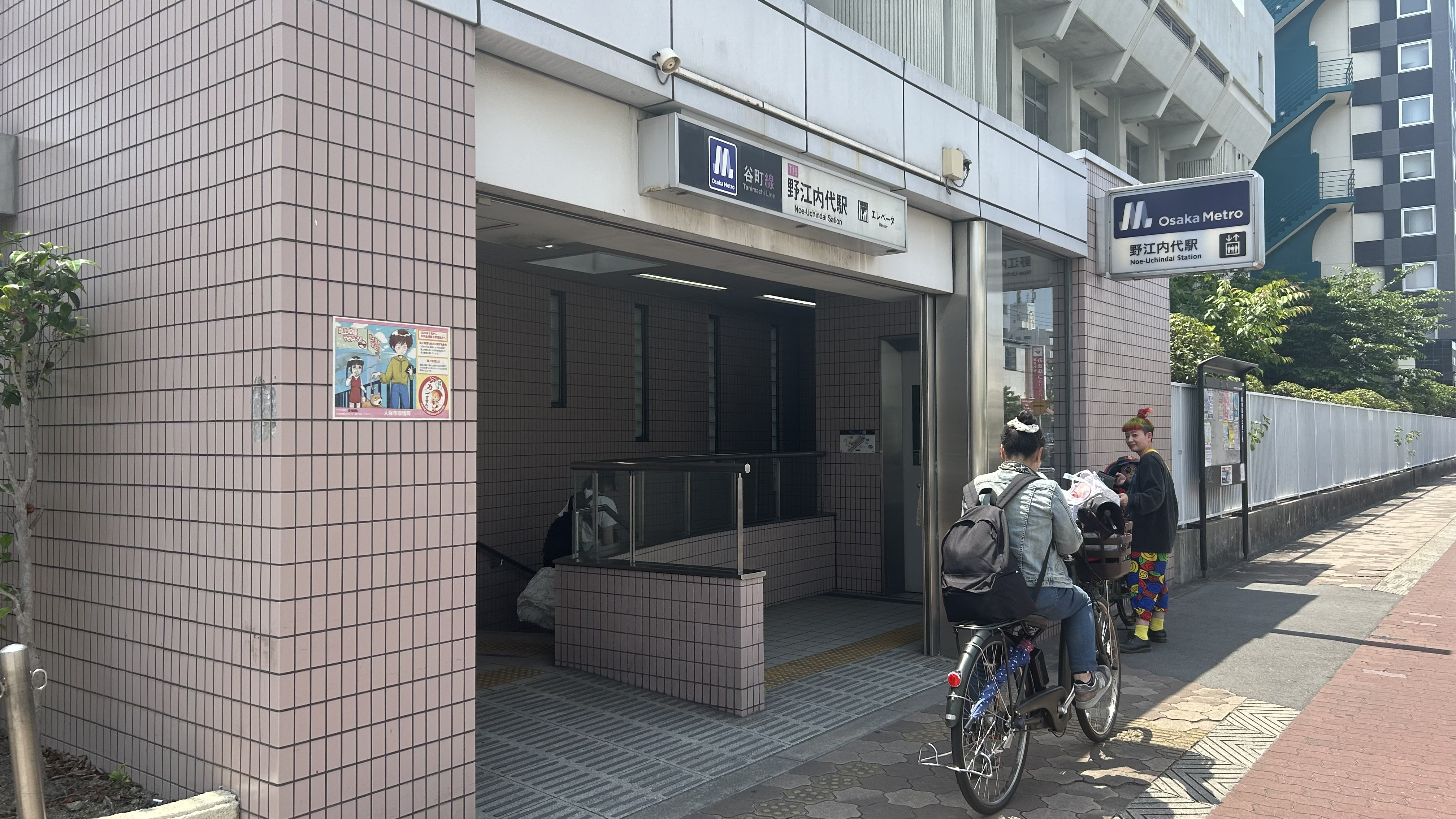
1号出入口
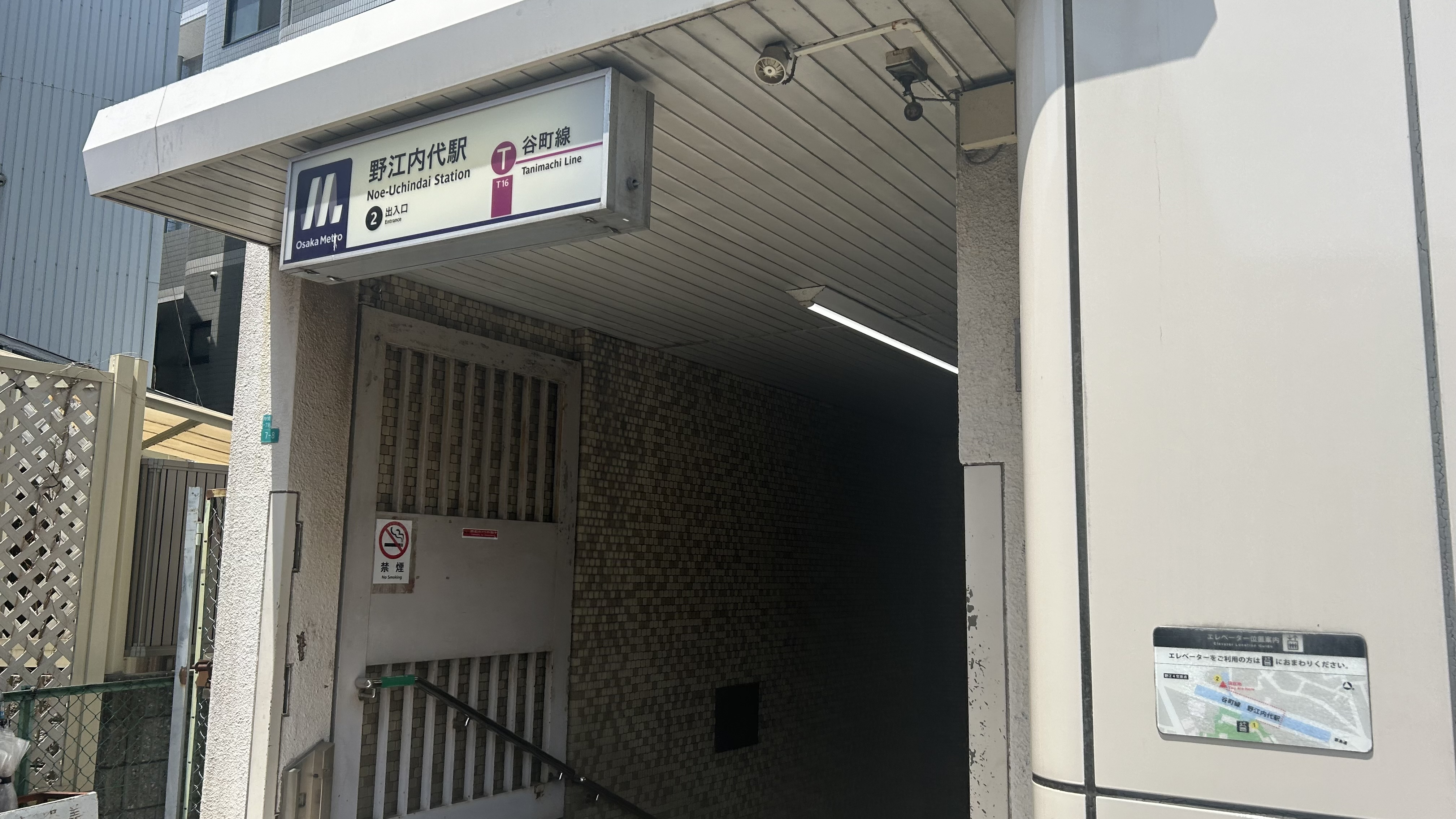
2号出入口

## 利用状況
2024年11月12日の1日乗降人員は11,655人（乗車人員：5,993人、降車人員：5,662人）であり、谷町線の駅では26駅中22位（他線と合算しない単独駅では第15位）。
各年度の特定日利用状況は下表の通り。なお1995年度の記録については1996年に行われた調査であるが、会計年度上表中に記載の年度となる。
| 年度               | 調査日   | 乗車人員 | 降車人員 | 乗降人員 | 出典          | 出典          |
| 年度               | 調査日   | 乗車人員 | 降車人員 | 乗降人員 | メトロ        | 大阪府        |
| ------------------ | -------- | -------- | -------- | -------- | ------------- | ------------- |
| 1977年（昭和52年） | 11月18日 | 3,292    | 3,280    | 6,572    |               | [ 大阪府 1 ]  |
| 1981年（昭和56年） | 11月10日 | 4,004    | 3,928    | 7,932    |               | [ 大阪府 2 ]  |
| 1985年（昭和60年） | 11月12日 | 4,000    | 4,045    | 8,045    |               | [ 大阪府 3 ]  |
| 1987年（昭和62年） | 11月10日 | 4,345    | 4,201    | 8,546    |               | [ 大阪府 4 ]  |
| 1990年（平成02年） | 11月06日 | 4,831    | 4,578    | 9,409    |               | [ 大阪府 5 ]  |
| 1995年（平成07年） | 02月15日 | 5,127    | 5,473    | 10,600   |               | [ 大阪府 6 ]  |
| 1998年（平成10年） | 11月10日 | 4,836    | 4,877    | 9,713    |               | [ 大阪府 7 ]  |
| 2007年（平成19年） | 11月13日 | 4,889    | 4,542    | 9,431    |               | [ 大阪府 8 ]  |
| 2008年（平成20年） | 11月11日 | 4,885    | 4,530    | 9,415    |               | [ 大阪府 9 ]  |
| 2009年（平成21年） | 11月10日 | 4,832    | 4,639    | 9,471    |               | [ 大阪府 10 ] |
| 2010年（平成22年） | 11月09日 | 4,558    | 4,347    | 8,905    |               | [ 大阪府 11 ] |
| 2011年（平成23年） | 11月08日 | 4,583    | 4,313    | 8,896    |               | [ 大阪府 12 ] |
| 2012年（平成24年） | 11月13日 | 4,811    | 4,583    | 9,394    |               | [ 大阪府 13 ] |
| 2013年（平成25年） | 11月19日 | 5,056    | 4,696    | 9,752    | [ メトロ 1 ]  | [ 大阪府 14 ] |
| 2014年（平成26年） | 11月11日 | 4,963    | 4,739    | 9,702    | [ メトロ 2 ]  | [ 大阪府 15 ] |
| 2015年（平成27年） | 11月17日 | 5,263    | 5,105    | 10,368   | [ メトロ 3 ]  | [ 大阪府 16 ] |
| 2016年（平成28年） | 11月08日 | 5,459    | 5,276    | 10,735   | [ メトロ 4 ]  | [ 大阪府 17 ] |
| 2017年（平成29年） | 11月14日 | 5,941    | 5,567    | 11,508   | [ メトロ 5 ]  | [ 大阪府 18 ] |
| 2018年（平成30年） | 11月13日 | 5,778    | 5,434    | 11,212   | [ メトロ 6 ]  | [ 大阪府 19 ] |
| 2019年（令和元年） | 11月12日 | 5,636    | 5,274    | 10,910   | [ メトロ 7 ]  | [ 大阪府 20 ] |
| 2020年（令和02年） | 11月10日 | 5,069    | 4,803    | 9,872    | [ メトロ 8 ]  | [ 大阪府 21 ] |
| 2021年（令和03年） | 11月16日 | 4,952    | 4,754    | 9,706    | [ メトロ 9 ]  | [ 大阪府 22 ] |
| 2022年（令和04年） | 11月15日 | 5,360    | 5,105    | 10,465   | [ メトロ 10 ] | [ 大阪府 23 ] |
| 2023年（令和05年） | 11月07日 | 5,614    | 5,308    | 10,922   | [ メトロ 11 ] | [ 大阪府 24 ] |
| 2024年（令和06年） | 11月12日 | 5,993    | 5,662    | 11,655   | [ メトロ 12 ] |               |

## 駅周辺
- JRおおさか東線 - JR野江駅（約600メートル）
- 京阪本線 - 野江駅（約800メートル）
- 内代公園
- 野江水神社
- 雲観寺
- 都島内代郵便局
- 大阪市立高倉中学校
- 大阪市立榎並小学校
- 大阪市立内代小学校
- 大阪市立東都島小学校
- 関西スーパー内代店
- ホームセンターコーナン都島店

## バス路線
最寄停留所は地下鉄野江内代であり、大阪シティバスにより運行されている。
- 45号系統：花博記念公園北口・諸口/総合医療センター前

## 隣の駅
大阪市高速電気軌道 (Osaka Metro)
 谷町線
関目高殿駅 (T15) - 野江内代駅 (T16) - 都島駅 (T17)
- ( ) 内は駅番号を示す。

### 記事本文